# Настенко, Сергей Владимирович
Серге́й Влади́мирович Насте́нко (укр. Сергій Володимирович Настенко; Николаев) — украинский военный моряк, капитан 1-го ранга. Командовал СКР-112 во время его несанкционированного перехода из Новоозёрного в Одессу под украинским флагом. С 1993 года по 1997 год являлся командиром фрегата «Гетман Сагайдачный».

## Биография
Родился в Николаеве. Окончил Калининградское высшее военно-морское училище.
Настенко проходил службу на флоте. В 1991 году стал командиром корабля СКР-112. Начиная с января 1992 года в Крымской военно-морской базе в Новоозёрном, где он проходил службу, разворачиваются события связанные с принятием личным составом украинской присяги. Экипаж возглавляемого им корабля принял присягу 26 января 1992 года. Личный состав Черноморского флота, принявший присягу Украине, испытывал давление со стороны руководства флота, а от самого Настенко требовали подачи рапорта на увольнение. Данная атмосфера привела к тому, что 21 июля 1992 года капитан-лейтенант Настенко и капитан 2-го ранга Николай Жибарев, отстранённый за неделю до этого от командования штаба бригады, возглавили несанкционированный переход корабля из Новоозёрного в Одессу с целью привлечения внимания к проблеме принявших присягу Украине. На данный поступок их подтолкнул пример перехода из Новоозёрного в Севастополь в апреле 1992 года, в знак протеста против украинизации базы, корабля МПК-116 под руководством Алексея Комиссарова.
Экипаж из 80 человек начал выход из залива Донузлав в Одессу в 8 утра. Командование на себя, как старший по званию, принял Жибарев. На СКР-112 был поднят флаг Украины. На выходе из залива корабль начали преследовать другие корабли Черноморского флота и морская авиация, применяя к СКР-112 боевое оружие. Из Одессы навстречу кораблю направились два пограничных катера и гидросамолёты, после чего преследование корабля было прекращено и к 19 часам СКР-112 прибыл в Одессу. Таким образом, СКР-112 стал первым кораблём ВМС Украины. В связи с этим СКР-112 получил известность, а члены экипажа на Украине были названы героями. Командующий Черноморским флотом адмирал Игорь Касатонов пытался привлечь Настенко и других руководителей корабля к уголовной и материальной ответственности.
С 1993 года по 1998 год Настенко являлся командиром флагмана ВМС Украины фрегата «Гетман Сагайдачный». Под его руководством корабль совершил первый в истории украинского флота трансатлантический поход.
В 2000 году Настенко окончил Севастопольский военно-морской институт имени П. С. Нахимова. Закончил службу в начале 2000-х в звании капитана 1-го ранга. Его последняя должность — командир 1-й бригады надводных кораблей. После этого стал предпринимателем, являлся представителем севастопольской фирмы «Аквалайн плюс».
В марте 2008 года депутат Верховной рады Украины Владислав Каськив предложил президенту страны Виктору Ющенко присвоить Настенко звание Героя Украины, однако это звание в итоге ему присуждено не было.

## Награды
- Орден Богдана Хмельницкого III степени (1995)[17][1]
- Полный кавалер ордена «Морская слава Украины»[18]